# طبرق

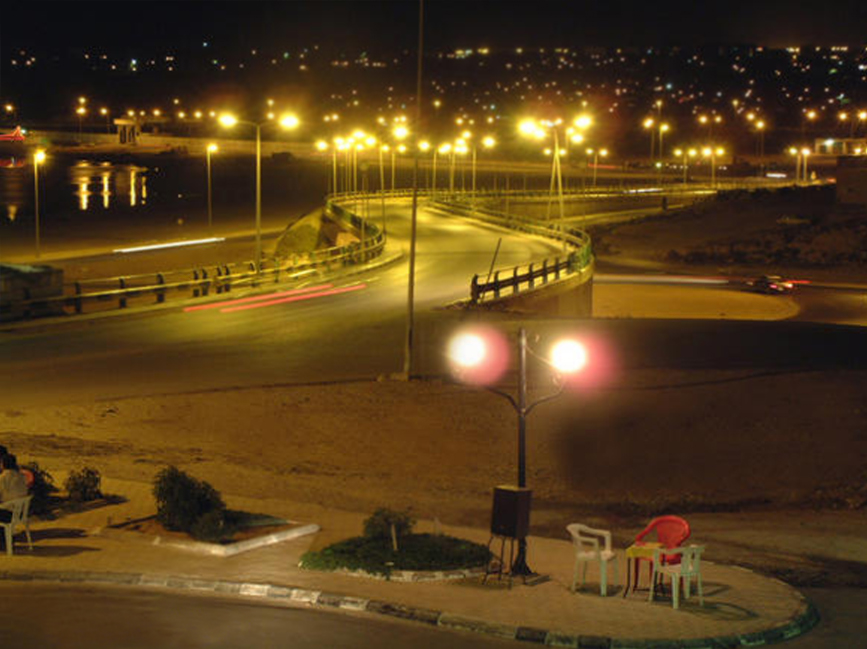
مشهد ليلي

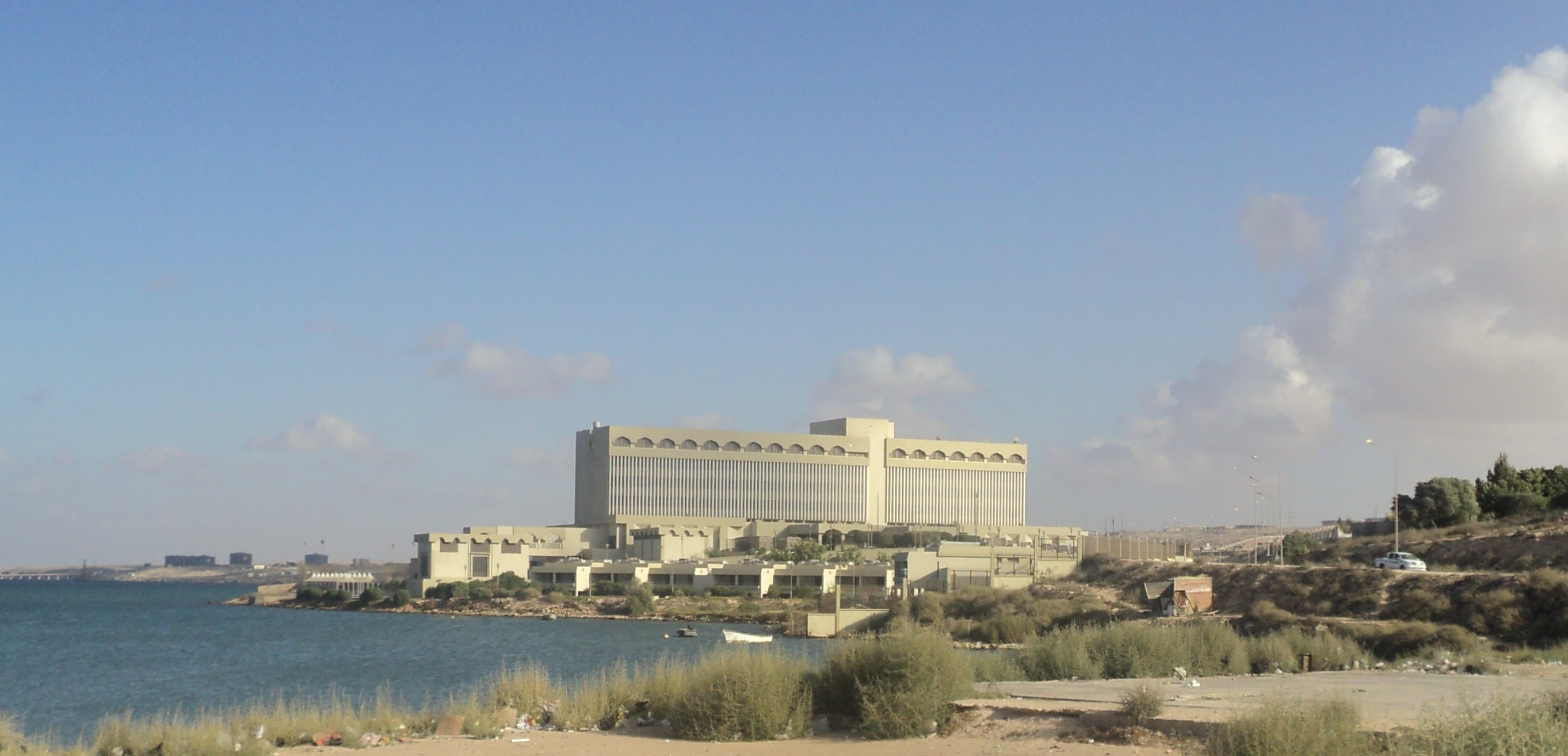
فندق دار السلام

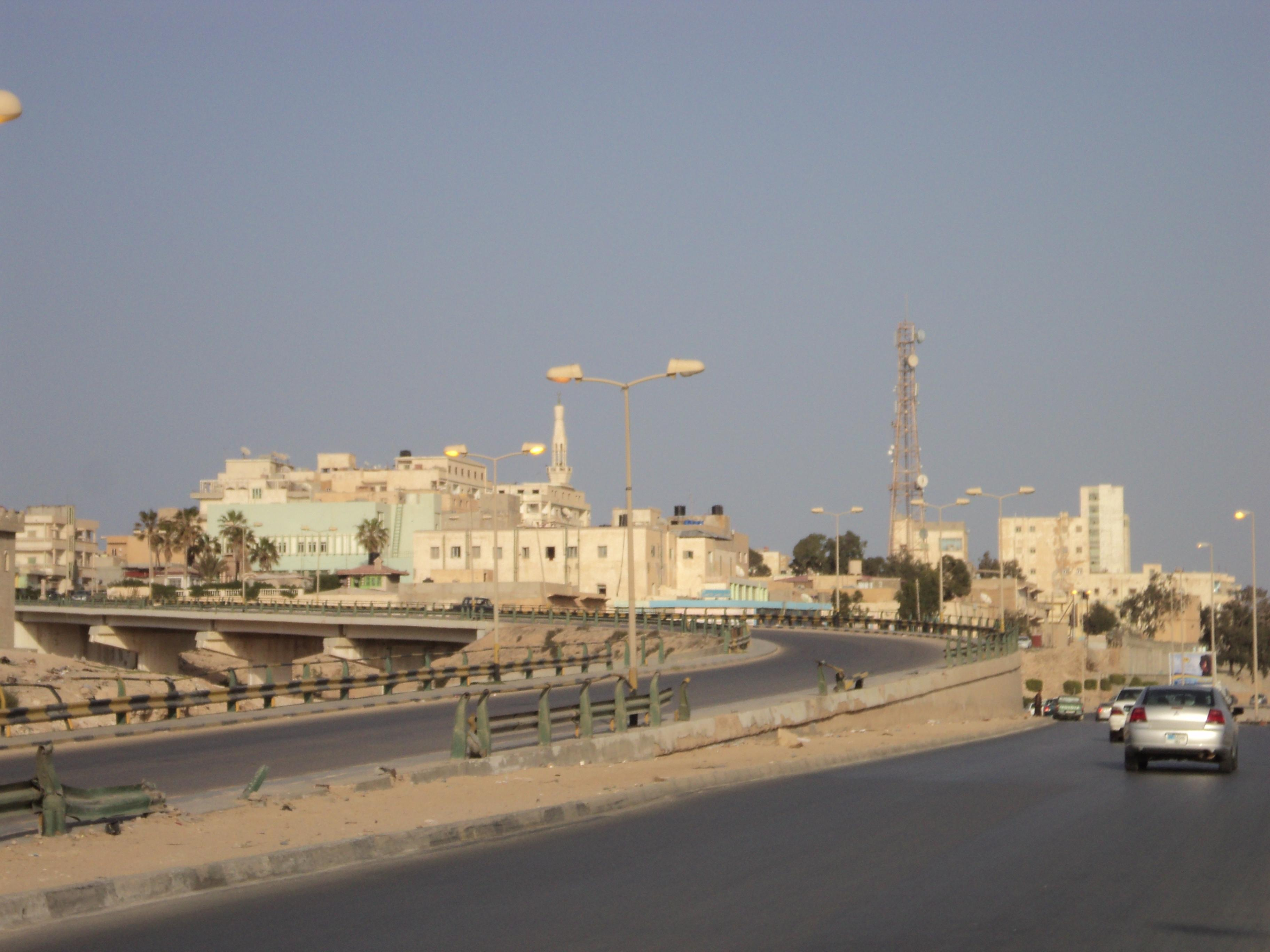
مدخل طبرق القديمة قرب الميناء.

طبرق مدينة ساحلية ليبية تبعد عن العاصمة طرابلس بمسافة تقدر ب1300 كيلو متر شرقا. في 2011 م، وصل عدد سكان المدينة إلى 120.000 نسمة تقريبا ووصل عدد سكان شعبيتها لعام 2006 إلى نحو 157,747 نسمة تقريبا.

## الموقع الجغرافي
موقعها عبارة عن شبه جزيرة يحيط بها البحر المتوسط لمسافة 8 كم تقريبا. وهي تقابل جزيرة كريت تماما من الجهة الأوروبية. تحوي ميناء طبرق البحري. تتميز بالمناظر الطبيعية البحرية وهضاب وخلجان.
كانت مدينة طبرق تبعد عن مدينة بنغازي حوالي 475 كم عبر الطريق الساحلي الليبي، ولكن هذه المسافة تم اختصارها إلى 450 كم بعد تعبيد طريق الخروبة–التميمي الصحراوي. كما تم تقليص المسافة بينها وبين أجدابيا من 620 إلى حوالي 410 بعد تعبيد طريق طبرق-أجدابيا.
تعتبر طبرق بوابة ليبيا الشرقية حيث تبعد عن الحدود المصرية بمسافة 150 كم، وهي بذلك مركز تجاري. والآن تعد لكي تكون منطقة حرة.
المياه الجوفية مالحة ولا تصلح للشرب، ولذلك أقيمت بها محطات لغرض تحلية المياه.

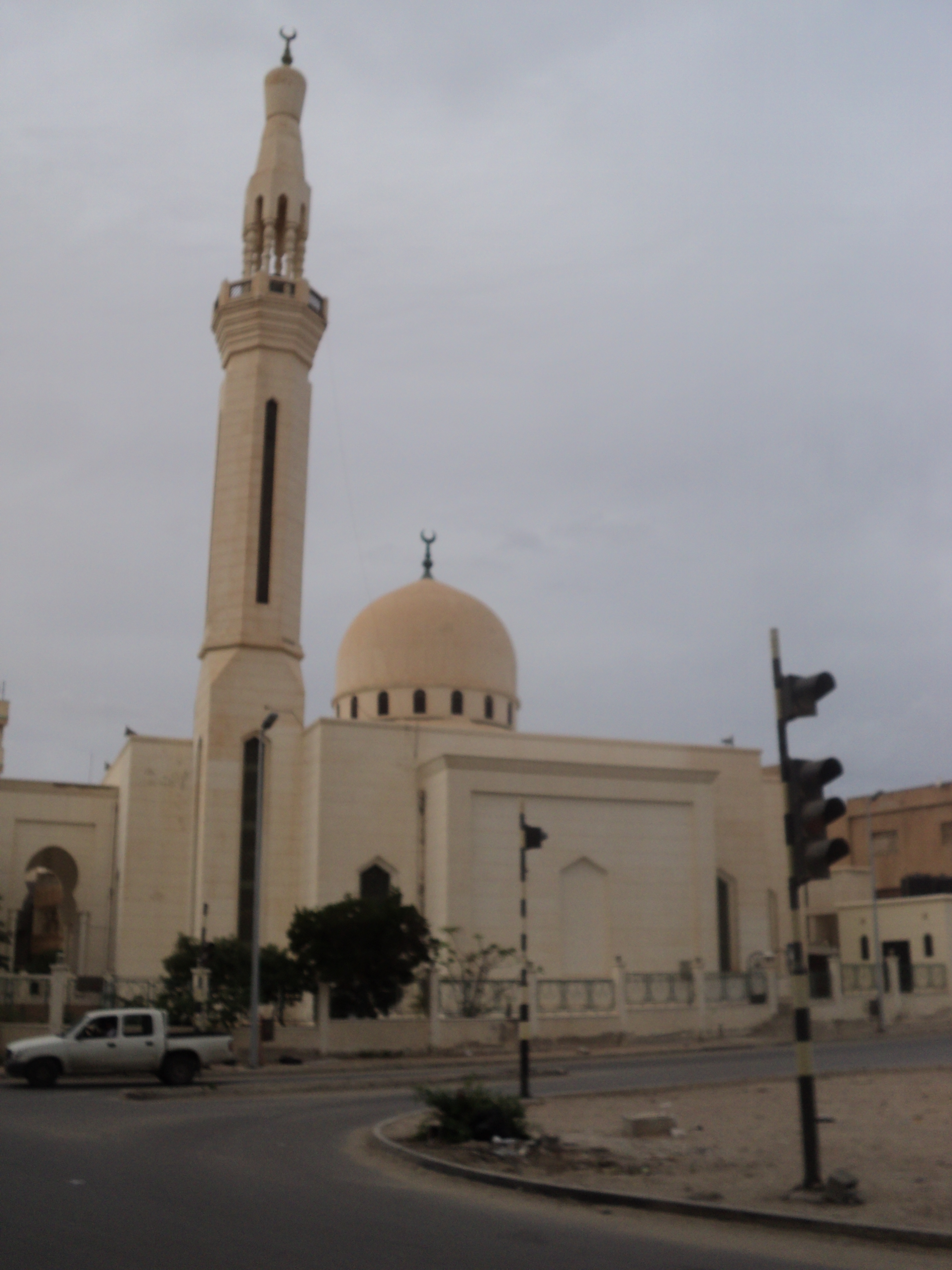
الجامع العتيق-طبرق.

## أصل التسمية
أصل التسمية هو شبة الجزيرة المارماريكية أو إقليم مارماريكا الذي أشار إليه الجغرافي كلاوديوس بطوليميوس، وهي تحريف للتسمية الاغريقية أنتِپرقوس (Antipyrgos) وتعني المقابلة لبيرجوس Pyrgos وهي مدينة في جزيرة كريت. ويجدر الذكر هنا أن هذه المدينة شيدت قبل عهد الاستيطان الإغريقي لليبيا ثم جاء الإغريق وأنشأوا فيها حضارة أخرى مدينة «أنتِپرقوس» بجانب مصفاة طبرق وقامت عليها حضارات قديمة منها الملكة بردية بعد عهد سليمان علية السلام. ووجدو العلماء اسم لقبيلة ليبية حكمت مصر في إحدى نقوش معابد في حضارة وادي النيل كانت تسكن منطقة طبرق الآن. ويوجد بها العديد من الآثار الإغريقية والرومانية والإسلامية داخل وخارج المدينة. بها سور (جستنيان) البيزنطي المشهور وما زال بقاياه قائما حتى اليوم ويوجد غرب المدينة مدينة أثرية تبلغ مساحتها أربعة كيلومترات مربعة بها أكبر أرضية فسيفساء عرفت بالمنطقة الشرقية من ليبيا [بحاجة لمصدر] توجد آثار الكنائس البدائية والتي انتشرت بالكهوف أثناء الدعوة للديانة المسيحية والتي أهمها كنيسة ((وادي السهل)) مدينة «أنتِپرقوس» الأثرية ويوجد مدينة أثرية تحت مياه البحر [بحاجة لمصدر] في الجهة الغربية لطبرق. وفي العهود القديمة كان الحجاج من ليبيين وإغريق يتجمعون في طبرق من كل أنحاء العالم القديم، ثم يرحلون براً عبر الجغبوب إلى سيوة Ammonum الذي اتحدت عبادته مع الإله الإغريقي وأصبح يطلق عليه زيوس – آمون إلهاً مشتركاً لليبيين والإغريق وفي العهد التركي صارت طبرق مديرية، وشيدت بها قلعة دفاعية أطلق عليها اسم «الناظورة» لأنها أعلى مكان في المنطقة، ووقعت عندها معركة شهيرة ضد الغزاة الإيطاليين. الحرب العثمانية الإيطالية. كما شيد بها قصر مقر المديرية هدم في السنوات الأخيرة، ولم يعد له من أثر.
كان من أقدم معالمها «المسجد العتيق» الذي شيد عام 1880 وهو إحدى أقدم المساجد في المنطقة (أزيل موخراً)، واقيم في مكانه مسجد طبرق العتيق الجديد القائم حالياً. وفي عام 1897 جاءت هجرة من كريت إلى طبرق، حينما نقلت السلطات التركية عدداً من العائلات المسلمة إلى بعض المدن الليبية لإنقاذها من الاضطهاد الصليبي.

## تاريخ المدينة
إحدى القرى المجاورة (زاوية جنزور) والتي تقع شرق مدينة طبرق كانت هي مسقط رأس بطل الجهاد الليبي شيخ المجاهدين عمر المختار من ثم انتقل إلى الجبل الأخضر طبرق مدينة لها تاريخ طويل منها ظهرت أول فرقة مسرحية في تاريخ ليبيا أطلقها أبو الفن المسرحي في ليبيا محمد عبد الهادي، كما ظهر فيها أول نادي رياضي عام 1922 ولا يزال حتى الآن قائما وهو نادي الصقور الذي أسسسه الأخوة طاطاناكي.
تعتبر مدينة طبرق من أكثر المناطق التي تضررت خلال الحرب العالمية الثانية في شمال أفريقيا، فقد كانت المدينة مسرحاً هاما لعمليات الحلفاء والمحور خلال الحرب العالمية الثانية وكانت مهلكاً للألمان.
كما يوجد بمدينة طبرق مقابر لقتلى الجنود خلال الحرب العالمية الثانية وعددها أربعة (فرنسية / ألمانية / 2 إنجليزية)
انظر فيلم طبرق  المنتج عام 1967. والعديد من الأفلام الأخرى على طبرق آخرها الفيلم اليوغسلافي بعنوان طبرق إنتاج 2009.

## الآثار الحربية خلال الحرب العالمية الثانية

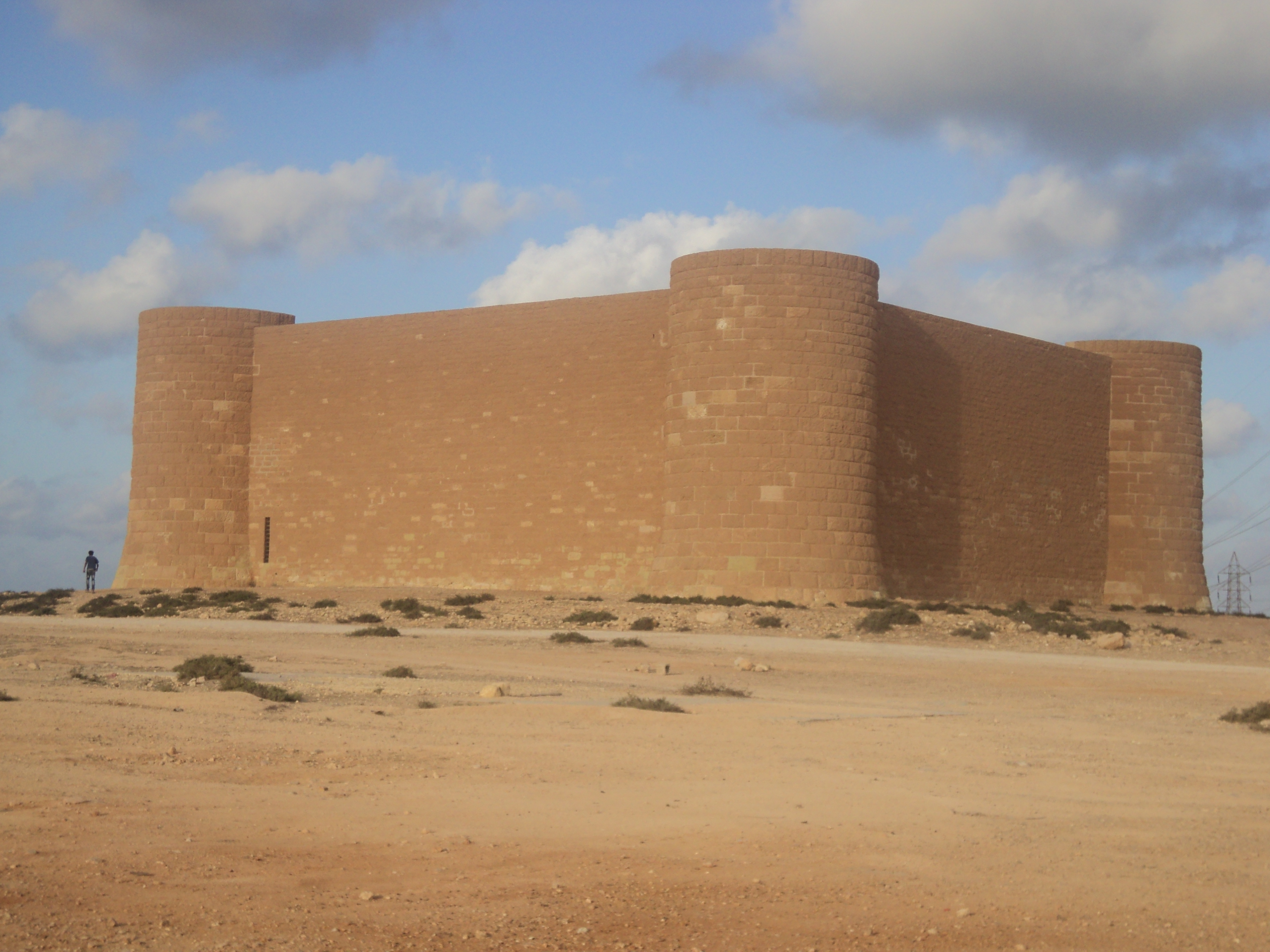
المقبرة الألمانية، طبرق

معركة طبرق معركة مهمة خلال الحرب العالمية الثانية، ومن شواهدها:
- المقبرة الألمانية وتضم رفات حوالي 7000 جندي ألماني وهي على هيئة قلعة قديمة
- المقبرة الفرنسية وتضم رفات حوالي 200 جندي من الفرنسيين
- مقبرة طبرق الحربية (كومنولث) وتضم رفات حوالي 2479 جندي من الحلفاء وأغلبهم من الإستراليين
- مقبرة عكرمة الحربية (أيت بريد) جسر الفرسان وتضم رفات 3649 جندي من الحلفاء معظمهم من الإنجليز وجنوب أفريقيا ونيوزيلندا
- غرفة عمليات الحرب العالمية الثانية وتقع وسط مدينة طبرق وهي عبارة عن مجموعة من الغرف تحت الأرض استغلت في الحرب العالمية الثانية من قبل القوات المتحاربة بالإضافة لمقر إقامة رومل الرئيسي ومخبأ الذي كان يدير منه المعارك الحرب العالمية الثانية في شمال أفريقيا [9]
- المستشفى الأسترالي كرموسة اقويدر وهي عبارة على مدخاه شجرة تين استغل في الحرب العالمية الثانية كمستشفى ميداني لإسعاف وعلاج جرحى الحرب الأستراليين
- الطائرة الأمريكية (الليدي بي قود)

## التقسيم الإداري
مدينة طبرق عاصمة محافظة طبرق.. وبها تقسيمين إداريين هما (بلدية المدينة) و (بلدية سوق العجاج)..وتتكون المدينة من عدة أحياء.. أقدمها: الحطية. جبيلة النور. باب درنة... الجبيلة الشرقية.. سوق العجاج.. المطار القديم.. حي المختار.. المنارة.. شاهر روحه.. أمريرة..... جبيلة النور..الجبيلة حمراء...وشارع فلسطين.. سيدي يونس..السنينات.. حي بوضو.. العمارات.. الحرية..النصر. كما استحدثت بعض الأحياء في السنوات الماضية مثل الحدائق... حي الخليج... الطبقة... الزهور... إشبيلية..... والمعروف أن أغلب المدينة تحتاج للتخطيط ورصف للشوارع والاهتمام بالبنية التحتية التي تعاني منها المدينة طيلة حكم العقيد معمر القذافي.
والمخطط الجديد لمدينة طبرق بحي {الزقم} والتي تعتبر من أهم المواقع القديمة والحديثة من ناحية الموقع وتاريخ ملكيتها. ومساحة الزقم {طبرق الحديث/ قرطبة} له عدة مخططات حديثة وأخرى تم اعتمادة من الدولة الليبية لإقامة مدينة حديثة يبلغ عدد مساكنها حوالي 5000 مسكن حديث [بحاجة لمصدر]. بالإضافة إلى شركة إماراتية تريد إقامة مشروع سياحي ضخم في حي الزقم بجانب البحر مدينة حديثة بالكامل أبراج بالزوجاج. (مساحة الزقم مساحة واسعة بحجم وسط المدينة وحي المنارة لكن لم يتفذ منها أي شيء).
أحياء المدينة
المنارة.. حي المنارة...وسط البلاد. الحطية.. باب درنة... الجبيلة الشرقية.. سوق العجاج... المطار القديم.. حي المختار.. المنارة.. شاهر روحه.. الحامية..أمريرة..... جبيلة النور.. الجبيلة حمراء... حي شارع فلسطين.. سيدي يونس..السنينات..عبد المنعم رياض... حي الفرجان.. الحرية (أ ب ج د) عمارات الحرية...العمارات الحمر... عمارات سوق العجاج... عمارات الفرجان... عمارات الضمان.. عمارات الضمان الجديدة.....النصر.... الحدائق... حى الخليج... الطبقة... الزهور... إشبيلية.. القدس.. شعبية الجيش.. شعبية المنارة.. الزقوم.. الناظورة... حي غرناطة... حي الضباط... حي الروس... حي التحكم وغيرها.

## المناطق الإدارية التابعة لمدينة طبرق
من الناحية الشرقية بدء من ناحية طبرق: باب الزيتون..القعرة. الحاج اكريم. كمبوت - بئر الأشهب. زاوية أم ركبة. قصر الجدي. بوفرجاني. زاوية جنزور. مرسى لك. الساحل. الغرابات. البردية -امساعد. رأس عزاز ملاحظة: أصبحت المدينة تمتد مما يجعل مؤتمر باب الزيتون مندمج مع المدينة وبمثابة حي سكني.
من الناحية الغربية بدء من ناحية طبرق:: عكرمة.. المرصص.. بالخاثر.. القرضبة.. عين غزالة.
إلى الجنوب بدء من منطقة باب الزيتون:: مطار العدم الشهير، بئر الغبي، وادي الشعبة، الجغبوب وهناك العديد من القرى الأخرى.
تاريخيا طبرق هي التسمية لهذه المنطقة من امساعد إلى عين غزالة ووادي بوالفرايس وإن حاول نظام معمر القذافي تسمية المنطقة كلها (البطنان) كإجراء لمحو تاريخ المدينة وتاريخيا كانت تسمى المنطقة «المارماريكا».

## سكان المدينة
تتنوع التركيبة العرقية للسكان في مدينة طبرق ل:- عرب تتميز بالطابع العربي الصرف -قريتلي (كريت) - أقليات أمازيغ - الكراغلة - زنوج. بالإضافة إلى جاليات عربية الكبيرة مثل مصرية، وسورية، فلسطينية، عراقية، تونسية، مغاربة، جزائرية، سودانية وأفارقة، وبعض الأجانب، وغيرها.

## النقل والمواصلات
يوجد بها ثلاثة موانى:
- ميناء طبرق البحري
- ميناء مرسى الحريقة النفطي
- ميناء رصيف شركة البريقة - طبرق
- ميناء الأتراك للصيد السمك

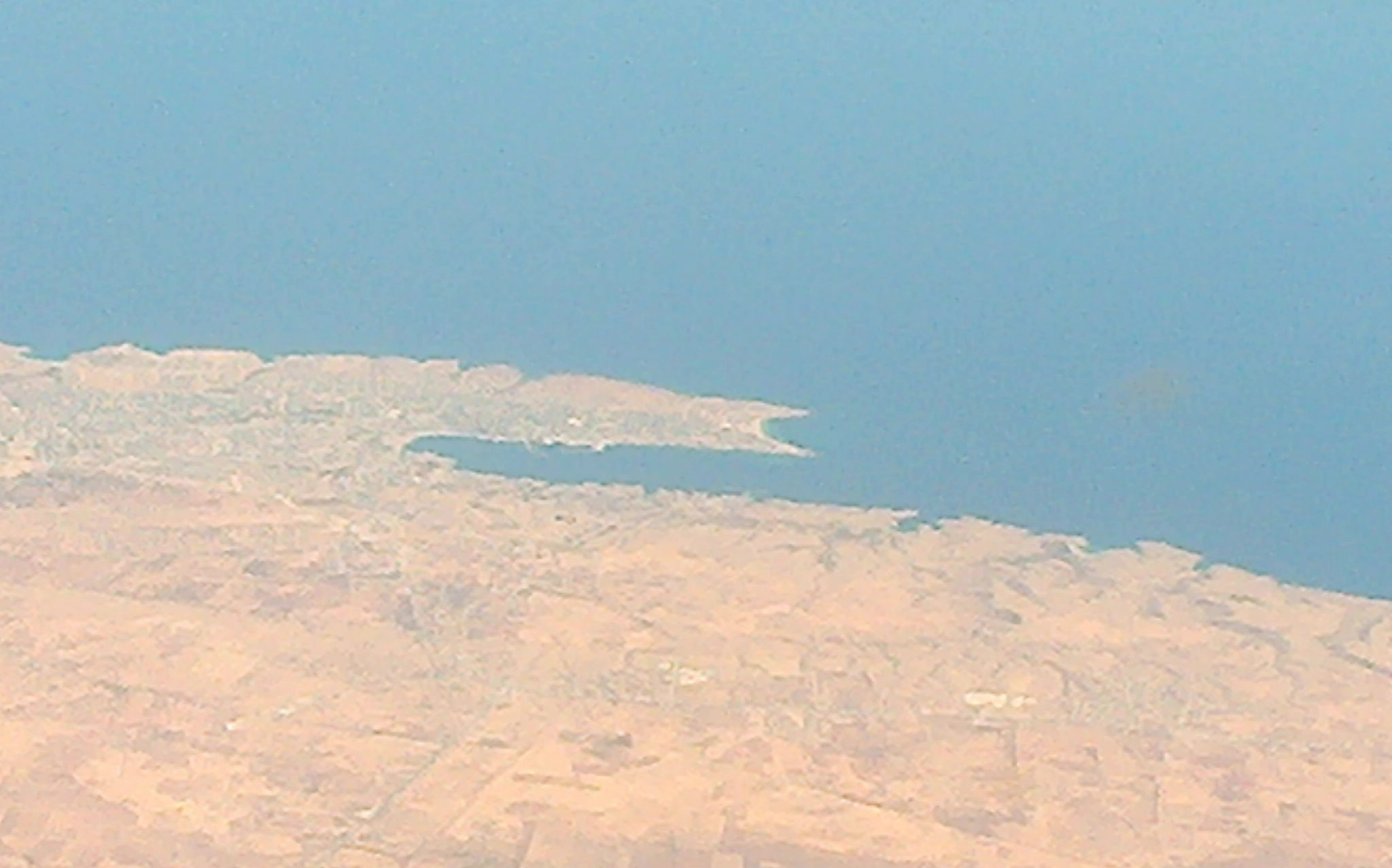
صورة جوية لميناء طبرق

يوجد بهذه المدينة ميناء تجاري كبير المساحة وهو مستغل بنسبة تقدر بـ 10% تقريبا كما يوجد بها ميناءان نفطيان أحدهما يتبع شركة الخليج العربي للنفط والآخر شركة البريقة لتسويق النفط وهما يعملان طوال العام بحكم موقعهما المحمي طبيعيا والمتميز وجميع هذه الموانئ تقع داخل أو وسط المدينة.

### المطار
يوجد بالمدينة مطار واحد الآن وهو يبعد عن وسط المدينة بحوالي 25 كم جنوبا، وهو مطار مدني يسمى الآن «مطار طبرق الدولي» ومطار عسكري في آن، به رحلات محلية ودولية من وإلى طرابلس وإلى بنغازي [بحاجة لمصدر]
هناك مشروع لتطوير مطار طبرق لتحويله لمطار دولي،[بحاجة لمصدر] وهو الآن تحت الإنجاز والصيانة.
- مهبط مركز طبرق الطبي للطائرات العمودية[11]
- ومشروع إنشاء مطار آخر قريبا.

## التعليم
كانت فيما مضى الجامعة تعرف بـ «جامعة المسيرة الكبرى» في طبرق إلى أن تم ضمها إلى جامعة عمر المختار وبتاريخ 28 ربيع الثاني 1437هـ الموافق 7/2/2016م وبقرار من مجلس الوزراء رقم (62) لسنة 2016م تمّ إصدار قرار بشأن إنشاء جامعة طبرق والانفصال عن جامعة البيضاء
ويوجد بها فروع الكليات كالتالي:
- كلية العلوم
- كلية الآداب
- كلية الطب البشري.
- كلية الهندسة
- كلية الاقتصاد
- كلية القانون
- كلية الصيدلة
- كلية المعلمين [12]
- الجامعة المفتوحة
- معهد العالي للمهن الشاملة - طبرق
- المركز العالي الصحي - طبرق
- معهد الكتاب العربي للتعليم العالي ومتوسط - فرع طبرق
- جامعة طبرق للعلوم الإنسانية والتطبيقية
- معهد أفريقيا للعلوم الإدارية والمالية وتقنيات الحاسوب والدراسات القانونية. فرع طبرق.
- وعديد من المعاهد الخاصة المتخصصة في جميع التخصصات واللغات .

## الصحة
- مركز طبرق الطبي

## متاحف ومراكز ثقافية
- المتحف الوطني طبرق
- المركز الثقافي (افتتح سنة 1976)
- مكتبة طبرق العامة (افتتحت في 19 مارس 1965)

## الزراعة
تشتهر بزراعة. التين. البطيخ الأخضر. الشمام (القاوين + الماص). العنب. الرمان. التين الهندي. القمح والشعير. زراعة البعلية الخضروات بأنواعها.
- الأعشاب البرية. الزعتر. البابونج. والأزهار البرية ونبات الفطر ب أنواعه المختلفة (القمحي الخ..) في فصل الربيع .

### الصيد والحيونات
تشتهر منطقة طبرق بصيد الصقور والإوز والغزلان والأرانب البرية والأسماك. ومشاريع تربية الحيوانية. الأنعام الضأن والماغز والإبل والأبقار والدواجن .
الحيوانات. الصقور. الغزلان. الأرانب البرية. الذئاب. الثعالب. الضباع. السلاحف البحرية. الورل (الزواحف). الطيور المهاجرة بأنواعها مثل اليمام والإوز والحجل والبجع. الطيور البحرية النورس وطائر الغاق. طائر الفلامينغو المهاجر وغيرها،
ويأتي موسم صيد الطيور المهاجرة ابتداء من شهر سبتمبر وحتى بداية شهر أكتوبر ويتم التركيز في الصيد بهذا الموسم على طيور (اليمام أو الحمام البري المهاجر والإوز وطائر النغاق أو الغاق وكذلك الطيور الصغيرة بما يسمى بالشحيم) وهذه الأخيرة يتم اصطيادها بالشباك التي يتم وضعها على الأشجار ونبات آخر يسمى المثنان ويتم اصطيادة بكميات كبيرة جداً في كل مرة أما الطيور الأخرى فيتم اصطيادها بواسطة بنادق الصيد المعروفة بالخرطوش وهي أيضاً يتم اصطيادها بشكل مفرط حيث يقوم أغلب سكان منطقة البطنان خلال هذا الموسم بالخروج في جماعات إلى الشواطئ أو إلى أطراف الصحراء من جهة الجنوب للمدينة ومنهم من يقيم معسكراً طيلة فترة موسم الصيد.
والغريب في الأمر أن بنادق الصيد منشرة بشكل كبير في هذه المدينة وذلك خلافاً لباقي المدن الليبية الممنوع فيها اقتناء هذا النوع من السلاح بترخيص أو بدونه ومن المفارقات أيضاً أن الصيد يتم بشكل عشوائي دون رقابة على مثل هذه الأنواع من الطيور التي لوحظ التناقص الشديد في أعدادها ولوحظ ذلك من موسم لآخر دون الخوف من انقراضها. ولا وجود لأي جهة مسئولة قد تخفف من الحد من قتلها خلال هذا الموسم .
أما الأسماك فموسم اصطيادها غالباً يتم خلال أشهر سبتمبر وأكتوبر ونوفمبر وهذا الموسم يسمى بالوقعى وهو وقت هجرة الأسماك وليس هناك مكان محدد لاصطياده فأغلب سواحل المدينة متوفر بها الصيد ويتم الصيد بالخروج قبالة السواحل بواسطة قوارب الصيد ويستعمل في اصطياده متفجرات محلية الصنع وتسمى الجلطينة وهي تصنع من قنابل يتم جلبها من مواقع زرعت فيها خلال الحرب العالمية الثانية فيتم تفكيك القنبلة ونزع مادة TNT ويتم وضعها بعلبة صفيح غالباً ما تكون من علب المواد الغذائية ويتم كبسها بعد زراعة فتيل بوسطها وتشعل وترمى عند رؤية سرب كبير من الأسماك وفي كل مرة يتم اصطياد ما يتراوح بين نصف قنطار إلى ثلاثة أطنان بواسطة غطاسين متخصصين لهذه المهنة، أما أنواع السمك فمنها الشولة والساورو والتريليا والحمرايا والمناني وعدة أنواع أخرى توجد بسواحل المدينة ولا يقتصر الصيد فقط خلال الأشهر المذكورة بل طوال العام إلا أن تكاثر الأسماك بكميات كبيرة يكون خلال الأشهر المذكورة .

## أسواق
- سوق الزجاج
- سوق الخضار الرئيسي
- سوق النسر الأخضر
- سوق العرب
- سوق الجمعة
- سوق ليبيا الغد الحديث
- سوق الحوت
- سوق أفريقيا
- سوق بلال
- والعديد من الأسواق المغلقة الخاصة (مول أو المولات) بالزجاج.

## مصانع
- المنطقة الصناعية طبرق أو المدينة الصناعية تقع مقابلة للطريق الدائري تعتبر أكبر منطقة صناعية في شرق ليبيا ويوجد بها جميع مصانع مواد البناء وبها الورش المتخصصة في جميع المجالات.
- مصنع تكرير النفط
- مصنع الغاز الطبيعي
- مطحنة الشريف
- مصنع علف طبرق
- مطحنة غلالة
- مصنع الأحذية والصنعات الجلدية
- مصانع مياه معدنية
- مصنع الجبنة
- مصنع البلاط. والعديد من مصانع الخاصة البلاط والرخام (المستخرج محليا من طبرق وضواحيها) والطلاء ومواد التنظيف والنايلون ومواد صناعية أخرى.
- راديو طبرق
- إذاعة 17 فبراير
- إذاعة نداء الإيمان
- صحيفة طبرق اليوم + أخبار طبرق تم دمجها وأصبحت صحيفة أخبار المختار
- مجلة مركز طبرق
- ودور النشر للتوزيع الخاصة.
- فرع إذاعة ليبيا

## أندية رياضية
- نادي الصقور أقدم نادي ليبي.. تأسس عام 1922
- نادي المختار تأسس سنة 1960
- نادي الهلال
- نادي الأندلس
- نادي بدر
- نادي المولودية.
- نادي الأندلس.. امساعد
- نادي الروابب .. قصر الجدي .. تأسس عام 1976
- ملعب نادي الصقور أنشئ عام 1954
- المدينة الرياضية - طبرق،
- ملعب نادي المختار.
- نادي التقدم كمبوت تأسس 1972

## سفر وسياحة

### الفنادق
- فندق دار السلام خمس نجوم
- فندق زهرة طبرق. (ثصميم حديث بالزجاج)
- فندق الفلك السياحي (تصميم حديث)
- فندق الجغبوب. وسط المدينة
- فندق الخليج
- فندق قرطاج
- فندق زين
- فندق الجبل الأخضر
- فندق الأموي
- فندق الجلاء
- فندق القافلة
- فندق سان جورج
- فندق طبرق
- فندق يافا

### حدائق
- حديقة النور طبرق بجانب الكوبري بخمسة نوافير بأشكال مختلفة في مكان واحد لأول مرة في ليبيا، افتتحت منذ شهرين فقط.[13]
- حديقة قهوة البلدية افتتحت في العيد الأربعين
- حديقة الخليج
- حديقة لولؤة
- حديقة فندق الجبل الأخضر
- حديقة بجانب الهلال الأحمر
- مشروع إنشاء حديقة أخرى حديثة مكان مستشفى العسكري سابقا
- مطاعم ومقاهي حديثة والوجبات السريعة المنتشرة في المدينة. منها مطاعم متخصصة مثل مطعم متخصص في الوجبات التركية والشامية والمصرية واللبنانية والعالمية (هاي تشكين)وغيرها وحلوانيات الشامية والتركية الشرقية والغربية وغيرها.

### المصائف
السلام (سان جورج) - اليدو - الغوص - العودة - اطبيرق. راس بياض - الكورنيش - السهل - قرية سندباد السياحية - والآن شركات تقوم بإنشاء قرى سياحية عالمية. ملاحظة المصائف كلها داخل ومحيطة بالمدينة.
تعتبر شواطئ طبرق من أجمل الشواطئ في العالم.

## وصلات خارجية
- موقع الصياد الثقافي الشامل / طبرق